# 瑪麗昂·巴托利
瑪麗昂·巴托利（法语：Marion Bartoli，1984年10月2日—），生于法国勒皮，已退役的法國職業網球女運動員，網球史上最佳法國球手之一，單打最高世界排名第7，2013年溫布頓網球錦標賽女單冠軍。

## 簡述
巴托利於青少女選手時期，曾拿下2001年美國網球公開賽青少女單打冠軍。
巴托利的發球方式在女網中獨樹一格，採用蹲跳的方式而非向上拉拍，且在發球前並不會運球找尋節奏，而是持球於手中預備。巴托利的發球特點還有高強度的企圖心，一般球員在二發時會加上大量上旋，雖然減緩球速但能穩當過網；但她在進行二發時，依然勇於打出平擊而侵略強的球。此種特點令對手在二發時仍難以鬆懈，但缺點即是雙誤的機率亦會提升。正反手都以雙手持拍，在網壇中這並不常見，尤其是在排名前面的席次中，這讓她擅長進行大角度的抽球，雖然減短的擊球的距離，但穩定性比起單手擊球更好一些。平擊二發、雙手擊球、配上分與分之間蹦蹦跳的預備接發動作，形象在女網中十分鮮明。
早年巴托利常以頭號種子的身分出賽低級別賽事，這讓她獲得了「四級賽女皇」的稱號。但巴托利於2007年溫布頓網球錦標賽一路狂飆，尤其是準決賽爆冷驚險逆轉當時女網世界第一賈斯汀·海寧，決賽中敗給大威廉絲，獲得亞軍。
同時，她與同胞露華（Emilie Loit）在雙打亦取得優異成績；不過她們在2004年的協會盃決賽（法國對俄羅斯）的最後一場雙打輸給對手，導致法國衛冕失敗和領隊居伊·福尔热（Guy Forget）辭職；最後被繼任領隊喬治·戈旺（Georges Goven）禁止參加翌年（2005年）的同一個賽事。巴托利及父親，與法國網協關係並不好，由於她堅持由父親擔任教練，因此無緣參與2012年倫敦奧運會。她的父親是一名醫師，為了幫助她參加巡迴賽，辭去工作陪他征戰各地。但2013年後，巴托利開始接受網協的團隊擔任教練團，團隊包含前球后莫瑞絲摩，這讓她與父親的關係急速下降，一陣子沒有交集，但最終父親還是支持她的決定，溫網決賽亦看到他在包廂中為巴托利加油。
2013年溫網，在準決賽中以6-1、6-2擊敗佛利普肯斯，以一盤未失之姿一路闖進決賽，繼2007年後再度闖入決賽。決賽與莉絲姬對決，全場掌握節奏，第一盤三次破發，連下六局只花30分鐘拿下，第二盤一開始遭到破發，但隨即回破對手，再度連下五局，但莉絲姬隨即破發，連破帶保將比數拉到5-4，前面浪費3個冠軍點後，關鍵第十局、第4個冠軍點，巴托利發出一記再見ACE球拿下勝利，終場以6-1、6-4拿下溫網冠軍，也是生涯第一個大滿貫冠軍。賽後她表示，她從六歲起就夢想舉起這面獎盤，並感謝長年陪伴他的父親，辭掉醫生職務與她一同到各處比賽。
巴托利也成為公開賽時代，繼皮爾絲、莫瑞絲摩後，第三位拿下大滿貫的法國女子球星，同時也是公開賽時代，第六位不失一盤的女單冠軍。在此時，巴托利成為史上參賽次數最多次，始拿到大滿貫冠軍的球員(47次參賽)，但這項紀錄隨後在2015年美網，由49次參賽才拿到第一座女單冠軍的潘妮塔打破。
2013年8月15日，於辛辛那提大師賽第二輪6-3、4-6、1-6敗給哈勒普後，因為全身多處傷痛，閃電宣布結束職業生涯，距離美網開賽僅僅剩下10天，急流勇退。她表示希望大家記得她在溫網封后的美好時刻。
退役後的巴托利仍然四處推廣網球，並且參加WTA年終賽傳奇組球星進行表演賽，依然活動於網球界中。然而後來身體出現病變，一度骨瘦如柴，根據本人說法是在印度感染不明細菌，導致對免疫力下滑，飲食生活大受影響，洗澡甚至需要使用礦泉水。
2020年12月，巴托利誕下一女。

## 大滿貫

### 女單冠軍（1）
| 年份 | 比賽 | 場地 | 決賽對手      | 對手國籍 | 勝方比分 |
| ---- | ---- | ---- | ------------- | -------- | -------- |
| 2013 |      | 草地 | 薩賓娜·莉絲姬 | 德国     | 6-1, 6-4 |

### 女單亞軍（1）
| 年份 | 比賽 | 場地 | 決賽對手 | 對手國籍 | 勝方比分 |
| ---- | ---- | ---- | -------- | -------- | -------- |
| 2007 |      | 草地 |          | 美国     | 6-4, 6-1 |

## 外部連結
- 瑪麗昂·巴托利的国际女子网球协会官方資料（英文）
- 瑪麗昂·巴托利的國際網球總會 職業／青少年 官方資料（英文）
- Fed Cup - Player profile - Marion BARTOLI (FRA) （页面存档备份，存于）